# Sam Schröder
Sam Schröder (Geleen, 25 september 1999) is een rolstoeltennisspeler uit Nederland die uitkomt in de categorie quad. Hij won zes grandslamtitels in het enkelspel en acht in het dubbelspel.(juni 2024) Hij bereikte in het enkelspel de eerste positie op de wereldranglijst van quad-spelers (februari 2022) – ook in het dubbelspel bereikte hij de eerste plaats, in november 2021. Op de Paralympische spelen in Tokio won hij de zilveren medaille in het enkelspel en een gouden medaille in het dubbelspel, samen met Niels Vink.

## Medische voorgeschiedenis
Schröder is geboren met het split-hand/split-foot syndroom. Aan elke hand heeft hij slechts één vinger en bij beide voeten mist hij de hele middenvoet en de middelste drie tenen. Hij heeft tussen zijn eerste en zijn zestiende verjaardag zo'n dertig operaties ondergaan aan voeten en handen, in een poging de functionaliteit te verbeteren; maar zonder wezenlijk resultaat. Schröder kan een stukje lopen; aldus gaat hij bijvoorbeeld vanuit de kleedkamers de baan op.
In oktober 2017 werd Schröder geconfronteerd met een diagnose van darmkanker. Ondanks chemotherapie en bestraling bleek toch een operatie noodzakelijk – hierbij werd zijn dikke darm weggehaald. Hij heeft nu een stoma.

## Loopbaan
In november 2016 werd Schröder het nummer één op de wereldranglijst voor junioren. Hij had toen al zijn eerste internationale toernooititel bij de volwassenen op zak: een toernooi van ITF-niveau 3 in maart 2016 in Amphion-les-Bains (Frankrijk). Zijn eerste titel op niveau 2 won hij in november 2016 in Praag (Tsjechië). In 2018 won hij het Bath Indoor Wheelchair Tennis Tournament, op ITF-niveau 1, in Bath (Verenigd Koninkrijk) – in de finale versloeg hij Zuid-Afrikaan Lucas Sithole (ooit, in 2013, het nummer twee van de quad-wereld). In juni 2019 won Schröder zijn eerste titel op het niveau "ITF Super Series", op het BNP Paribas Open de France in het Parc Départemental des Sports de la Grenouillère in Antony, een buitenwijk van Parijs – in de eindstrijd zegevierde hij over de Brit Andy Lapthorne (op dat moment het nummer drie van de quad-wereld).
Schröder smaakte zijn mooiste overwinning op 13 september 2020, toen hij tijdens zijn grandslamdebuut de jarenlange ranglijstleider Dylan Alcott (Australië) versloeg tijdens de finale van het US Open, waarmee hij zijn eerste grandslamtitel won. Vier weken later won Schröder, in het dubbelspel samen met de Amerikaan David Wagner, de titel op Roland Garros.
In 2021 won hij samen met landgenoot Niels Vink de dubbelspeltitel op het US Open. Op het officieus wereldkampioenschap in november won hij, weer met Vink, de dubbelspeltitel – in het enkelspel bereikte Schröder de finale, waar hij de zege moest laten aan zijn dubbelspelpartner.
Op het Australian Open 2022 won hij de titel in het enkelspel, waarbij hij de thuisfavoriet Dylan Alcott in de finale versloeg – in het dubbelspel bereikte hij met Niels Vink de finale. Op Roland Garros wist hij, weer met Vink, de dubbelspeltitel te bemachtigen. Op Wimbledon won hij beide titels: enkel- en dubbelspel. Op het US Open greep hij, weer met Vink, de dubbelspeltitel. Op het officieus wereldkampioenschap won hij de masters-titel in zowel het enkel- als het dubbelspel.
Op het Australian Open 2023 won Schröder de titel in het enkelspel en, samen met Niels Vink, ook in het dubbelspel.
In augustus 2023 werd Schröder in Rotterdam Europees kampioen in het dubbelspel, samen met Niels Vink – hij won zilver in het enkelspel.

## Sportprijs
In 2019 ontving Schröder de provinciale Sportprijs Limburg in de categorie Sporter met beperking.

## Resultaten grandslamtoernooien
| Legenda | Legenda                          |
| ------- | -------------------------------- |
| g.t.    | geen toernooi gehouden           |
| l.c.    | lagere categorie                 |
| –       | niet deelgenomen                 |
| G       | uitgeschakeld in de groepsfase   |
| 1R      | uitgeschakeld in de eerste ronde |
| 2R      | uitgeschakeld in de tweede ronde |
| 3R      | uitgeschakeld in de derde ronde  |
| 4R      | uitgeschakeld in de vierde ronde |
| KF      | uitgeschakeld in de kwartfinale  |
| HF      | uitgeschakeld in de halve finale |
| F       | de finale verloren               |
| W       | het toernooi gewonnen            |
| w-v     | winst/verlies-balans             |

### Enkelspel
| toernooi        | 2020 | 2021 | 2022 | 2023 | 2024 | 2025 |
| --------------- | ---- | ---- | ---- | ---- | ---- | ---- |
| Australian Open | –    | F    | W    | W    | W    | W    |
| Roland Garros   | HF   | F    | F    | F    | F    |      |
| Wimbledon       | g.t. | F    | W    | HF   | F    |      |
| US Open         | W    | KF   | F    | W    | g.t. |      |

### Dubbelspel
| toernooi        | 2020 | 2021 | 2022 | 2023 | 2024 | 2025 |
| --------------- | ---- | ---- | ---- | ---- | ---- | ---- |
| Australian Open | –    | HF   | F    | W    | HF   | W    |
| Roland Garros   | W    | F    | W    | HF   | W    |      |
| Wimbledon       | g.t. | F    | W    | W    | W    |      |
| US Open         | F    | W    | W    | W    | g.t. |      |